# Aberavon
 Aberavon  é uma localidade do País de Gales, condado de Glamorgan, na foz do rio costeiro Avon.